# أريدوندو
بلدية أريدوندو (بالإسبانية: Arredondo)، هي إحدى بلديات منطقة كانتابريا, المصنفة على أنها مقاطعة أيضاً، في شمال إسبانيا.
يبلغ عدد سكانها 598 نسمة وفقاً لإحصائية سنة (2002).